# Vilallonga de Ter
Vilallonga de Ter ist eine Gemeinde (municipio) in der spanischen Provinz Girona in Katalonien mit 395 Einwohnern (Stand: 2024). Zur Gemeinde gehören neben dem gleichnamigen Hauptort Vilallonga de Ter die Ortschaften La Roca de Pelancà, Tregurà de Dalt, Tregurà de Baix und Abella.

## Lage
Vilallonga de Ter liegt in den Pyrenäen etwa 59 Kilometer nordwestlich von Girona in einer Höhe von ca. 1065 m am Río Ter nahe der Grenze zu Frankreich.

## Bevölkerungsentwicklung
| Jahr      | 1970 | 1981 | 1991 | 2001 | 2011 | 2021 |
| Einwohner | 581  | 452  | 429  | 420  | 454  | 382  |

## Sehenswürdigkeiten
- Burgruine von La Roca de Pelancà
- Martinskirche in Vilallonga
- Luzienkirche in Abdella
- Julianenkirche in Tregurà
- Marienkapelle El Catllar
- Marienkapelle von La Roca de Pelancà
- Marienkapelle von Vilallonga de Ter

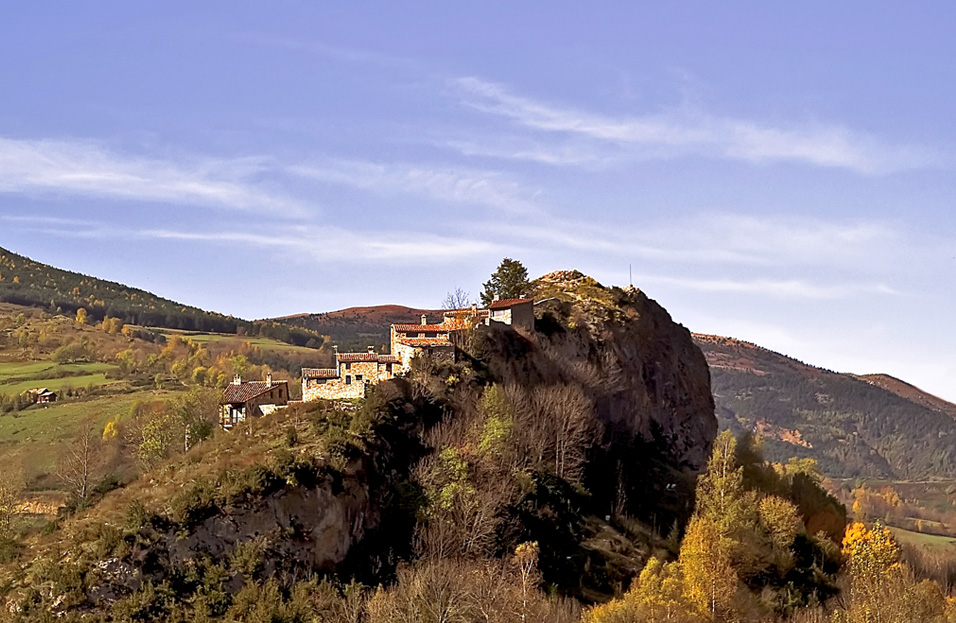
Burgruine La Roca
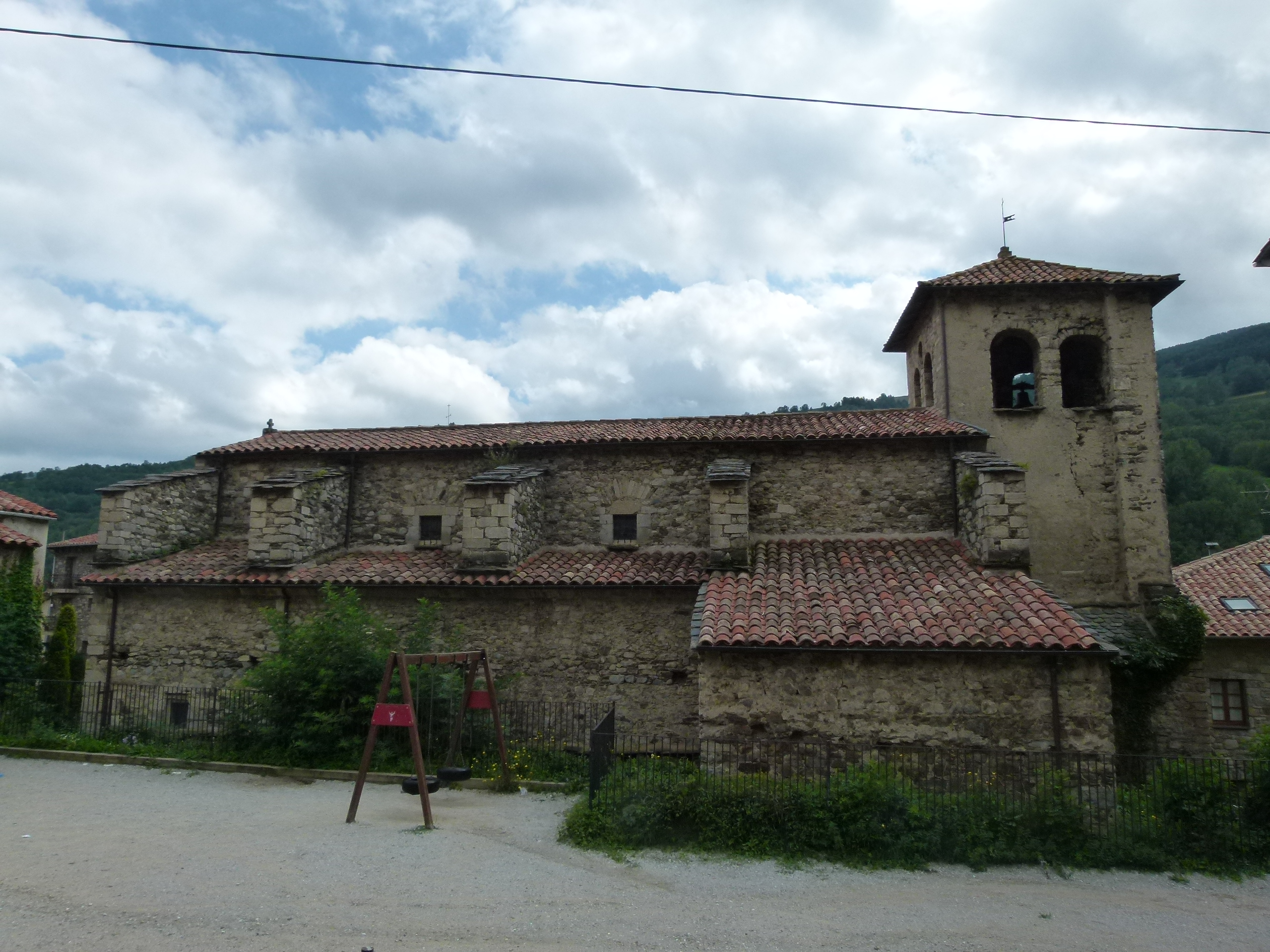
Martinskirche
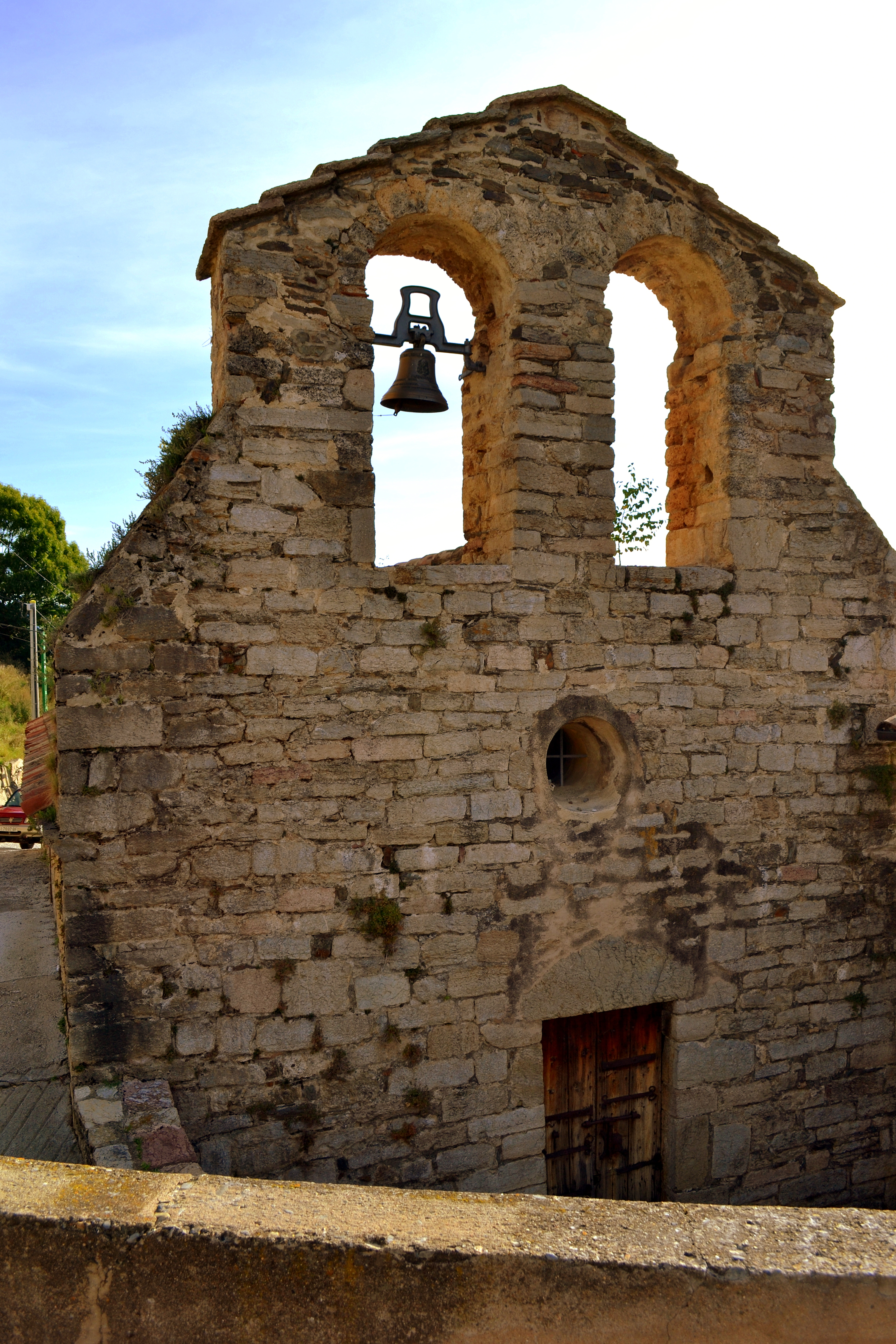
Luzienkirche
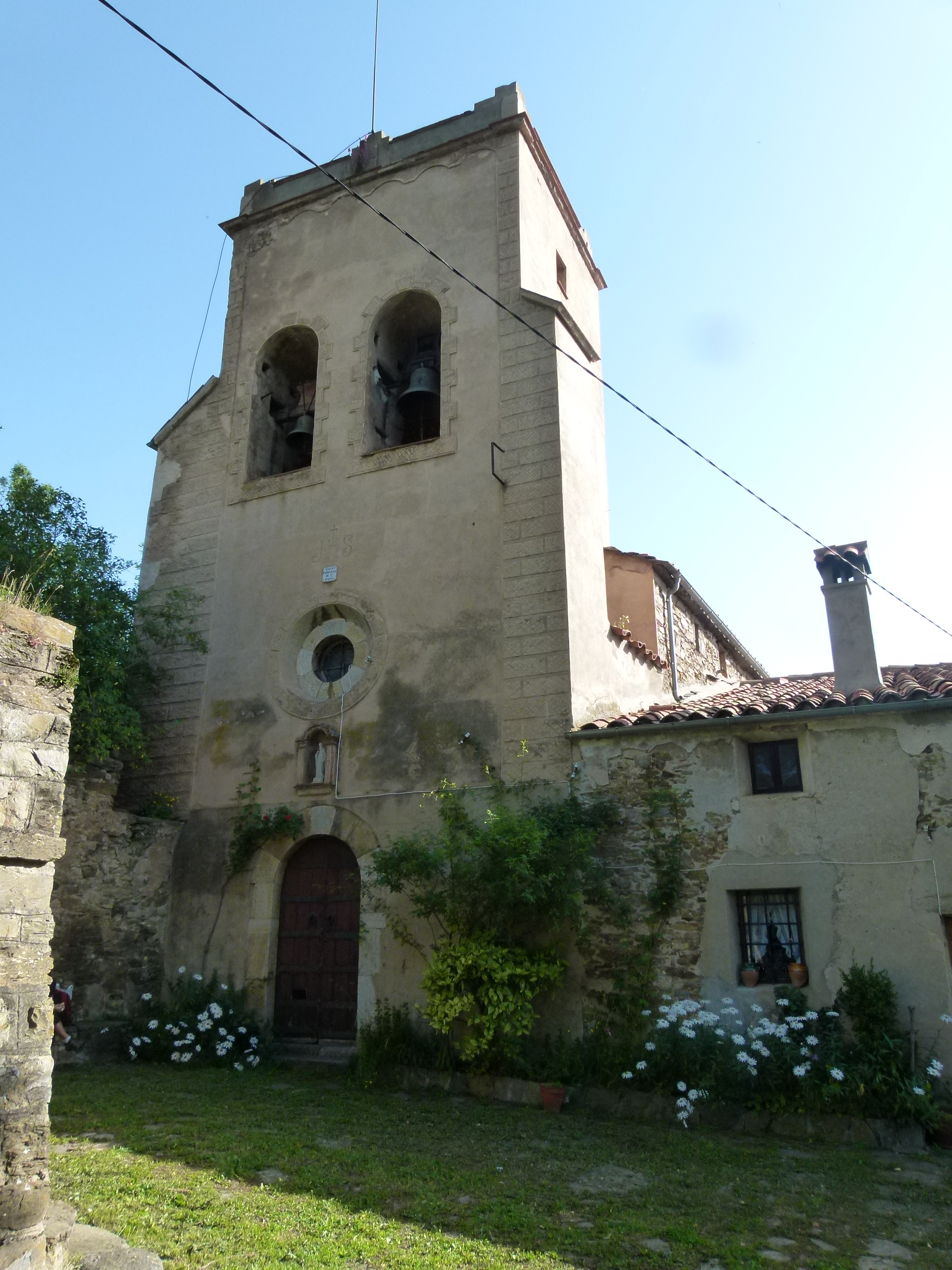
Julianenkirche
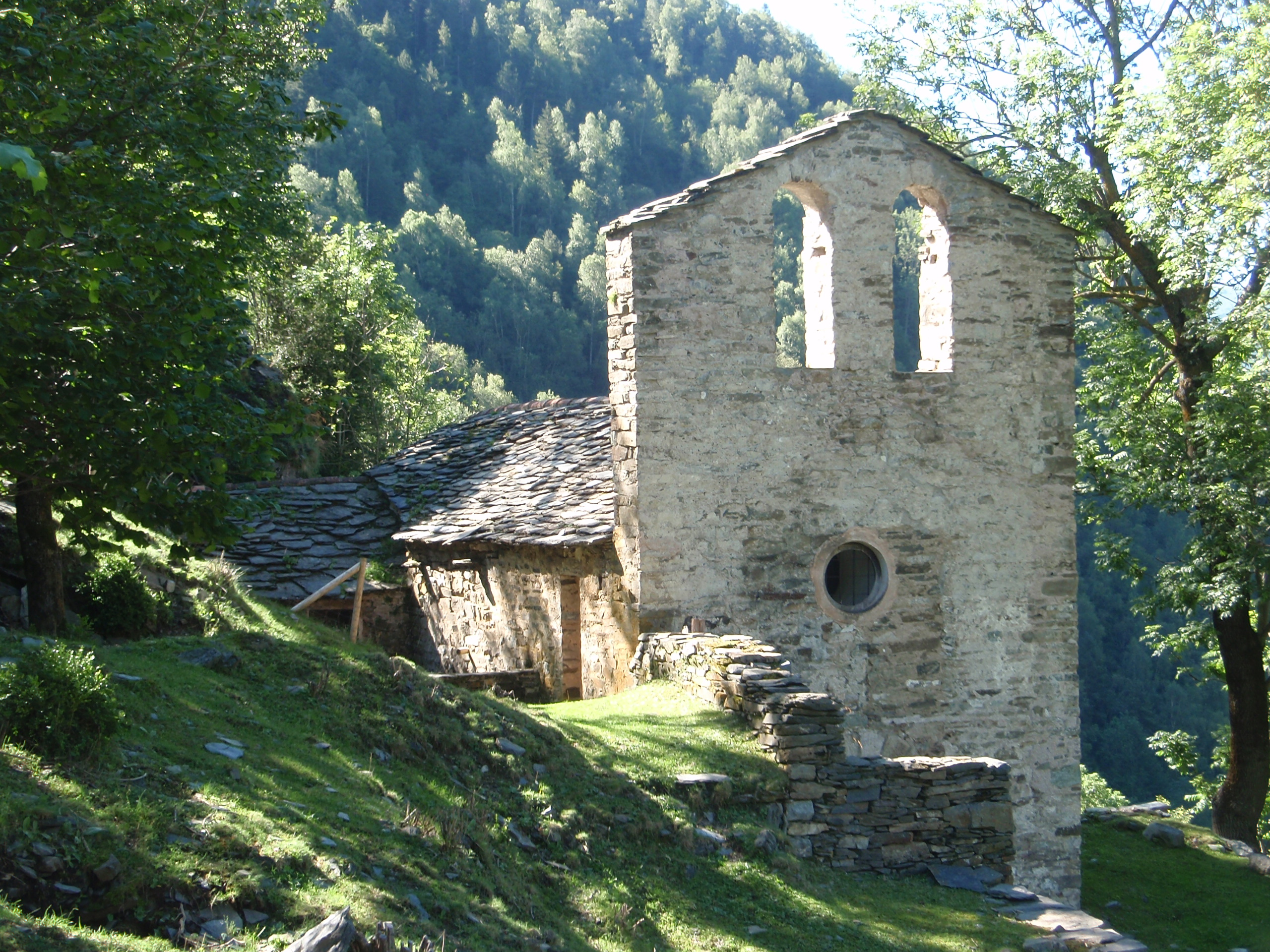
Marienkapelle El Catllar
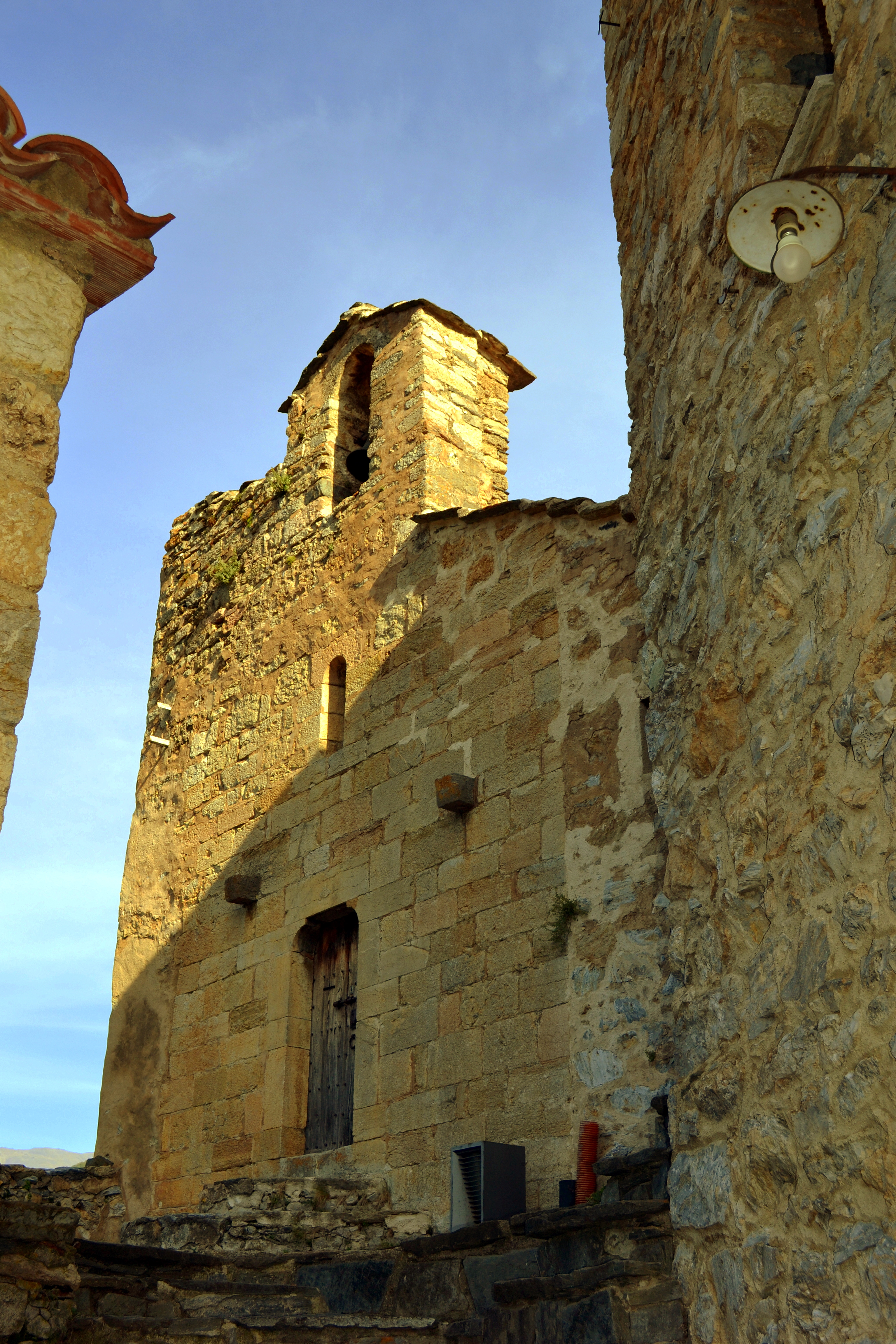
Marienkapelle von La Roca de Pelancà
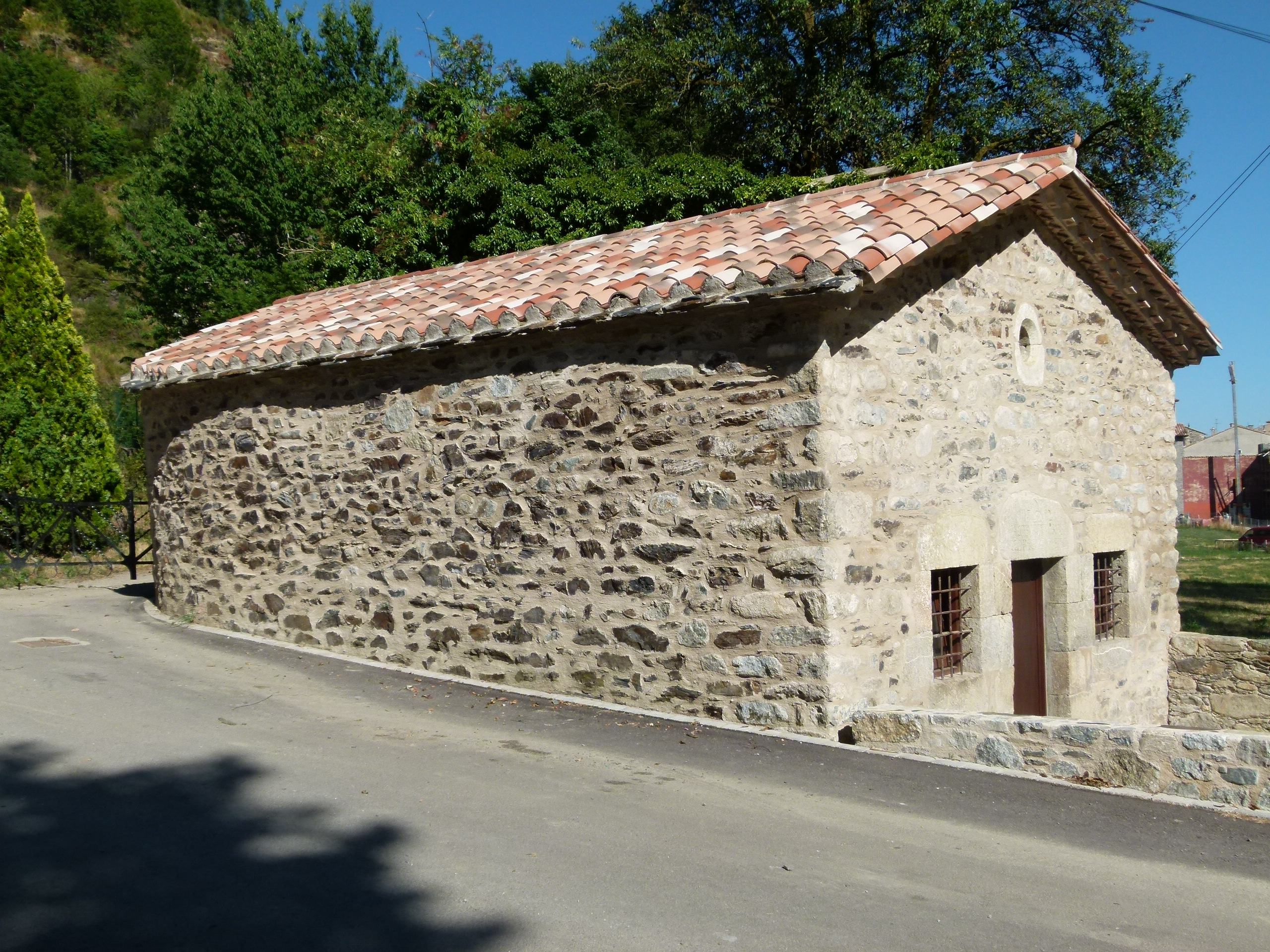
Marienkapelle von Vilallonga de Ter